# Sociologie de la police
 (février 2024).
Si vous disposez d'ouvrages ou d'articles de référence ou si vous connaissez des sites web de qualité traitant du thème abordé ici, merci de compléter l'article en donnant les références utiles à sa vérifiabilité et en les liant à la section « Notes et références ».
La sociologie de la police fait l'objet d'études depuis le milieu du XXe siècle.

## Historique
L'étude scientifique de la réalité sociologique des institutions policières est d'apparition relativement récente : au milieu du XXe siècle, aux États-Unis et au Canada, puis en Grande-Bretagne et dans les pays anglo-saxons ; en Europe continentale, à partir des années 1970, en Allemagne et aux Pays-Bas notamment. La France a commencé à être concernée par ce mouvement à la même époque, avec les initiatives de juristes comme J.-J. Gleizal à Grenoble ou B. Asso à Nice, de criminologues comme J. Susini, de politologues comme Jean-Louis Loubet del Bayle (qui crée à l'Institut d'études politiques de Toulouse, le Centre d'études et de recherches sur la police ou CERP). Dans les années 1980, des programmes de recherche se mettent en place, suscitant notamment les travaux du sociologue du travail Dominique Monjardet, ainsi que le développement de recherches historiques (G. Carrot, J.-M. Berlière, M. Bergès). À partir de 1988, le travail des chercheurs sera favorisé par la création de l'Institut des hautes études de la sécurité intérieure, devenu depuis l'Institut national des hautes études de sécurité (INHES). Le travail d'historiens comme Jean-Marc Berlière ou Christian Chevandier permet également de mettre en perspective l'histoire de la police.

## Connaissances acquises
Il s'est ainsi créé un corpus national et international de connaissances pluridisciplinaires concernant l'histoire des institutions policières, leurs modes d'organisation et de fonctionnement, leurs rapports avec l'environnement social et politique, le recrutement, la formation, les carrières, les comportements de leurs agents. Est aussi apparu un corps de concepts — « police communautaire », « pouvoir policier d'appréciation », « culture policière », « autonomie policière », « professionnalisation policière », « contrôle de la police » — qui sont autant d'instruments sociologiques permettant d'approfondir la réalité organisationnelle et fonctionnelle des institutions policières. Le développement de cette approche scientifique est d'autant plus important, intellectuellement et socialement, que le rôle des institutions policières tend à se développer dans les sociétés modernes, tout en suscitant un certain nombre d'interrogations et d'incompréhensions.
En France, cette production scientifique va en se développant, même si elle reste limitée si on la compare avec le volume des productions anglo-saxonnes. On en trouve les résultats dans des revues comme Déviance et société, Les Cahiers de la Sécurité intérieure, La Revue internationale de criminologie et de police, ainsi que dans les ouvrages publiés dans la collection « Études et Recherches » de l'INHES à la Documentation française ou dans la collection « Sécurité et Société » du CERP aux Éditions L'Harmattan.